# 日本カーバイド工業
日本カーバイド工業株式会社（にっぽんカーバイドこうぎょう）は、東京都港区に本社を置く日本の化学メーカーである。

## 概要
カーバイドとは、炭素と金属元素の化合物のこと。石灰岩から得られる生石灰と、コークス（炭素）を高温で熱して生成する。良質な石灰岩を安定的に調達でき、また生成に必要なエネルギーを豊富な水資源による水力発電から得られる富山県魚津市で、1935年に創業。当時、カーバイドを原料とするアセチレン誘導工業は、化学工業の最先端だった。
その後、化学工業の発展とともに事業内容を拡げ、現在ではコア技術であるセラミックス焼成技術、樹脂重合技術、フィルム・シート技術を軸に、機能化学品、機能性樹脂、電子素材、フィルム、ステッカー、再帰反射シートなどの製造・販売を行っている。
主に『ハイエス』（Heat shrinkable filmとHigh senceより命名）ブランドを使用している。
東京都に本社、大阪市に支店、富山県魚津市と滑川市に工場、京都府に製造所、富山県滑川市に研究開発センターを置く。
現在、普及している人造イクラの製法は、医薬品用カプセルを開発中に偶然発見したものである（現在は製造していない）。
魚津工場には、2000年代まで石炭炉が存在しており、同工場のシンボル的施設で、周辺からはどこからでもよく見えたという。

## 沿革
- 1935年

1958年（昭和33年）当時の日本カーバイド工業株式会社魚津工場

1958年（昭和33年）当時の日本カーバイド株式会社魚津工場周辺の地図。工場内において専用線が環状になっているのが確認できる

  - 10月7日 - 東洋窒素本社（東京市麹町区丸の内）において発起人会を開く[3]。
  - 10月8日 - 国産肥料株式会社[注釈 1]、東洋窒素、日本海電気の3社間での合併の仮契約がなされ、会社設立[2]（資本金83万7500円）[5]。本店を富山県下新川郡道下村（現・魚津市）本新751番地に設置[6]。
- 1936年
  - 1月31日 - 国産肥料を合弁[3]し、翌2月1日から国産肥料の工場で操業開始。当時はカーバイドと石灰窒素の製造を行っていた[2]。
  - 8月21日 - 魚津駅より工場への専用側線が開通[7]。
  - 11月14日 - 本店業務は実質上東京出張所にて行うことが決定される[8]。
  - 12月14日 - 富山出張所を富山電気ビルデイング内に設置[8]。
- 1937年12月 - ドイツのアーサーコッペル社製26t蒸気機関車2台を購入[9]。
- 1938年
  - 4月 - 東京を本社として二課を置く[10]。
  - 4月16日 - 自社の工場を魚津工場と呼ぶようになる[2][7]。
- 1940年
  - 1月22日 - 本店を東京市麹町区丸の内二丁目二番地一に移転[11]。同年3月までに本店移転の登記を完了[10]。
  - 6月 - 私立日本カーバイド青年学校を工員倶楽部を仮校舎として開校[注釈 2][12]。
  - 9月23日 - 現在の駅前新町に記念社宅を建設。当初は104戸であったが、1948年までに合計229戸が建設される[13]。
- 1941年6月 - 本店を本社と呼称[14]。
- 1943年
  - 6月30日 - 福井県敦賀郡愛発村刀根（現・敦賀市刀根）の刀根石灰工場株式会社を合併[15]。
  - 10月30日 - 魚津工場の合成ゴム製造部門が陸海軍の共同管理工場となる[12]。
- 1944年
  - 1月15日 - 魚津工場が軍需省の管理工場となる[12]。
  - 4月25日 - 本社および魚津工場が軍需会社法により軍需会社の指定を受ける[12][16]。
- 1945年
  - 5月15日 - 魚津町田方町（現・魚津市新宿）の盛永病院を買収し、日本カーバイド診療所として診療開始[16]。
  - 8月15日 - 終戦に伴い軍需会社の指定を解除。同時に青年学校も閉校[17]。後に井波町（現・南砺市井波地域）にて計画していた井波工場の建設も中止となる[18][注釈 3]。
- 1946年10月 - GHQの指令により魚津工場の合成ゴム工場が中間賠償工場に指定されるが、同年11月に轉換操業の継続の許可を受ける[20]。
- 1948年
  - 5月 - 魚津工場が、魚津駅引込み線を以て工場を囲む環状線を完成させる[21]。
  - 11月15日 - 青島社宅完成[22]。
- 1949年
  - 3月28日 - 魚津工場に石炭炉（日産100t）を新設[22]。
  - 5月16日 - 東京証券取引所に株式上場[23]。
- 1950年
  - 3月15日 - 魚津工場に石炭炉（日産250t）を新設[24]。
  - 5月15日 - 日本カーバイド病院が竣工し、6月1日開院。魚津地域では初の病院で、病床40床、外科、内科、眼科、産婦人科、理学診療科[25]。
- 1952年4月 - 通産省令により中間賠償工場の指定解除[20]。
- 1953年5月30日 - 魚津工場の汚水排水により地元漁民との間で紛争が起きる[26]。
- 1956年
  - 3月22日 - 魚津工場が北陸電力から魚津変電所（61,200KVA）を譲受する[27]。
  - 9月10日 - 魚津大火により、魚津工場の事務所と対山荘を焼失、薬品管理庫が爆発[28]。
- 1957年10月9日 - 魚津工場の塩化ビニール工場で爆発事故が発生（3人死亡、24人重軽傷）[29]。最終的に死者6人、重軽傷者20人となった[30]。
- 1959年
  - 6月1日 - 早月（はやつき）第一工場（現・早月工場）が完成[31]、同年6月3日操業開始[32]。
  - 7月31日 - 日本カーバイド病院完成[31]。
- 1961年11月26日 - 厚生会館が完成[33]。
- 1963年10月 - ハイエスフィルム開発班を編成[1]。
- 1964年9月18日 - ハイエス事業部発足[34]。
- 1966年8月20日 - 早月第一工場を早月工場に改称[35]。
- 1990年5月14日 - ふるさと創生事業を活用し、蜃気楼発生装置を開発[36]。
- 1994年 - 魚津工場の魚津駅専用鉄道を廃線[37]。同年、コネクター事業へ進出[38]。
- 2000年10月 - 社会人バレーボール・V1リーグ男子チーム（NCI）廃部。
- 2016年 - 早月工場内に研究開発センター／魚津・早月工場総合事務所を竣工（業務開始は翌年初）。栃木県佐野市、神奈川県平塚市にあった研究開発拠点を集約すると共に、魚津・早月工場の生産技術部門、管理部門、本社知的財産部門も同所に移転。

## 事業所

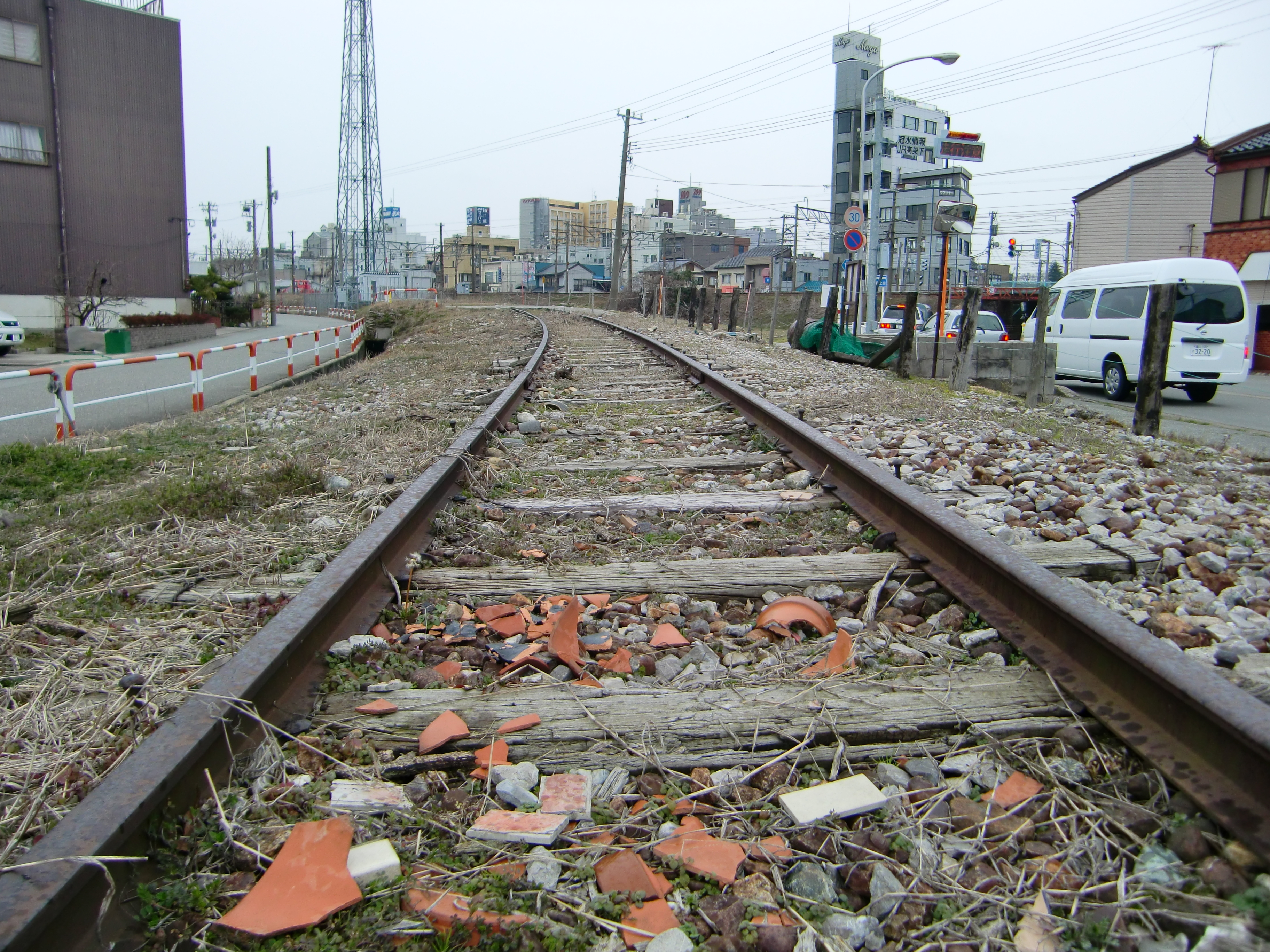
日本カーバイド工業引込み線跡（現在線路は撤去）にはカーバイドの原料である石灰石が多く落ちていた。

- 本社（東京）
- 大阪営業所（大阪）
- 研究開発センター（富山県滑川市）
- 魚津工場（富山県魚津市本新）
- 早月工場（富山県滑川市）
- 京都製造所（京都府向日市）

## 関連会社
- 株式会社三和ケミカル
- 株式会社北陸セラミック
- ビニフレーム工業株式会社
- ダイヤモンドエンジニアリング株式会社
- USK-Human株式会社
- 早月アスコン株式会社
- 株式会社デック建築研究所
- 早月生コン株式会社
- 北海道ライナー株式会社

## 海外の事業所・関連会社
- 恩希愛（杭州）薄膜有限公司（中華人民共和国）
- NIPPON CARBIDE INDUSTRIES (USA), INC. （アメリカ合衆国）
- NIPPON CARBIDE INDUSTRIES (South Carolina), INC.（アメリカ合衆国）
- NIPPON CARBIDE INDIA PVT. LTD.（インド）
- PT NIPPON CARBIDE INDUSTRIES INDONESIA（インドネシア）
- ELECTRO CERAMICS (THAILAND) CO., LTD. （タイ）
- NIPPON CARBIDE INDUSTRIES (THAILAND) CO., LTD.（タイ）
- NCI (VIETNAM) CO., LTD.（ベトナム）
- NIPPON CARBIDE INDUSTRIA DO BRASIL LTDA.（ブラジル）
- NIPPON CARBIDE INDUSTRIES (NETHERLANDS) B.V.（オランダ）
- NIPPON CARBIDE INDUSTRIES FRANCE S.A.S.（フランス）
- NIPPON CARBIDE INDUSTRIES ESPAÑA, S.A.U.（スペイン）

## 社史
- 日本カーバイド工業株式會社二十年史（1958年2月15日発行）
- 日本カーバイド工業株式会社30年史（1968年12月20日発行）